# Larissa (måne)
Larissa (grekiska Λάρῑσα) är en av Neptunus månar.
Då rymdsonden Voyager 2 passerade och tog bilder av Neptunus och dess månar 1989 fick man bekräfta existensen av den måne som hade "förmörkat" en stjärna sedan 1981: Denna gång fick den beteckningen S/1989 N 2, men senare har den Internationella astronomiska unionen valt att uppkalla den efter kung Pelasgos dotter Larissa från den grekiska mytologin. Larissa var också känd under beteckningen Neptun VII (VII är 7 med romerska siffror), och skall inte förväxlas med asteroiden 1162 Larissa.
Larissa har ett irreguljärt, "potatisformat" klot som är mellan 168 och 216 kilometer brett. Dess överdel har flera kratrar, men visar inga tecken på geologisk aktivitet i månens inre. Larissa kretsar så tätt kring Neptunus att den fullföljer ett helt omlopp tidigare än Neptunus. Konsekvensen av detta är att tidvattenskrafterna långsamt tvingar Larissa att kretsa än närmare Neptunus vilket kommer leda till att Larissa någon gång i framtiden kommer falla ner i Neptunus atmosfär eller också brytas ner till grus och småsten i en ny planetring omkring Neptunus.